# Филатов, Сергей Иванович
Серге́й Ива́нович Фила́тов (25 сентября 1926, Лысые Горы — 3 апреля 1997, Москва) — советский спортсмен-конник (выездка), олимпийский чемпион 1960 года. Заслуженный мастер спорта СССР (1960). Мастер спорта СССР (1955).

## Биография и достижения
Родился 25 сентября 1926 года в селе Лысые Горы Тамбовского уезда Тамбовской губернии.
Занимаясь конным спортом, тренировался у Г. Т. Анастасьева и Н. А. Ситько. Член КПСС с 1946 года.
Выиграл первое в истории советского конного спорта олимпийское золото (личное первенство) на Олимпийских играх 1960 года в Риме на вороном ахалтекинском жеребце Абсенте, а также завоевал две бронзовые медали (личное и командное первенство) на Олимпийских играх 1964 года в Токио.
Скончался 3 октября 1997 года в Москве. Похоронен на Шереметьевском кладбище поселка Шереметьевский в Долгопрудном Московской области.

## Сочинения
- Филатов С. И. Рим рукоплещет. — М.: «Физкультура и спорт», 1962.

## Награды
- Орден Трудового Красного Знамени (16.09.1960) — за успешные выступления в XVII летних и VIII зимних Олимпийских играх 1960 года, а также за выдающиеся спортивные достижения[9]